# Педро Орфіла
Педро Орфіла (ісп. Pedro Orfila, нар. 6 березня 1988, Луанко) — іспанський футболіст, захисник.

## Ігрова кар'єра
Народився 6 березня 1988 року в Луанко. Вихованець юнацьких команд футбольних клубів «Реал Авілес» та «Спортінг» (Хіхон). У дорослому футболі дебютував 2007 року виступами за другу команду останнього, в якій провів п'ять сезонів, взявши участь у 111 матчах на рівні третього іспанського дивізіону.
У сезоні 2011/12 провів 11 ігор за головну команду «Спортінга» в Ла-Лізі. За результатами сезону команда втратила місце в елітному дивізіоні, і Орфіла у подальшому на рівні найвищого іспанського дивізіону не грав.
Провівши один сезон за «Спортінг» в Сегунді, грав на тому ж рівні за «Расінг» та «Нумансію», після чого у 2017–2018 роках захищав кольори третьолігових «Реал Мурсія» та «Картахена».
2019 року перейшов до «Атлетіко Балеарес», також клубу Сегунди Б.